# Acanceh (régészeti lelőhely)
Acanceh egy maja régészeti lelőhely délkelet-Mexikóban, a mai Acanceh település belterületén. Neve a jukaték-maja nyelvből származik, jelentése „szarvasbőgés”.
Az első emberi letelepedésről szóló bizonyítékok a késői preklasszikus korból (i. e. 300–i. sz. 300) származnak, és tudható, hogy egészen a késői posztklasszikus korig (1300–1450) éltek itt maják, de Acanceh fénykorát a korai klasszikus korban (300–600) élte, amikor 300, különböző típusú építménnyel rendelkezett. Építményei alapján valószínűsíthető egyfajta kapcsolat Acanceh és Uaxactún, valamint Teotihuacan között is.

## Képek

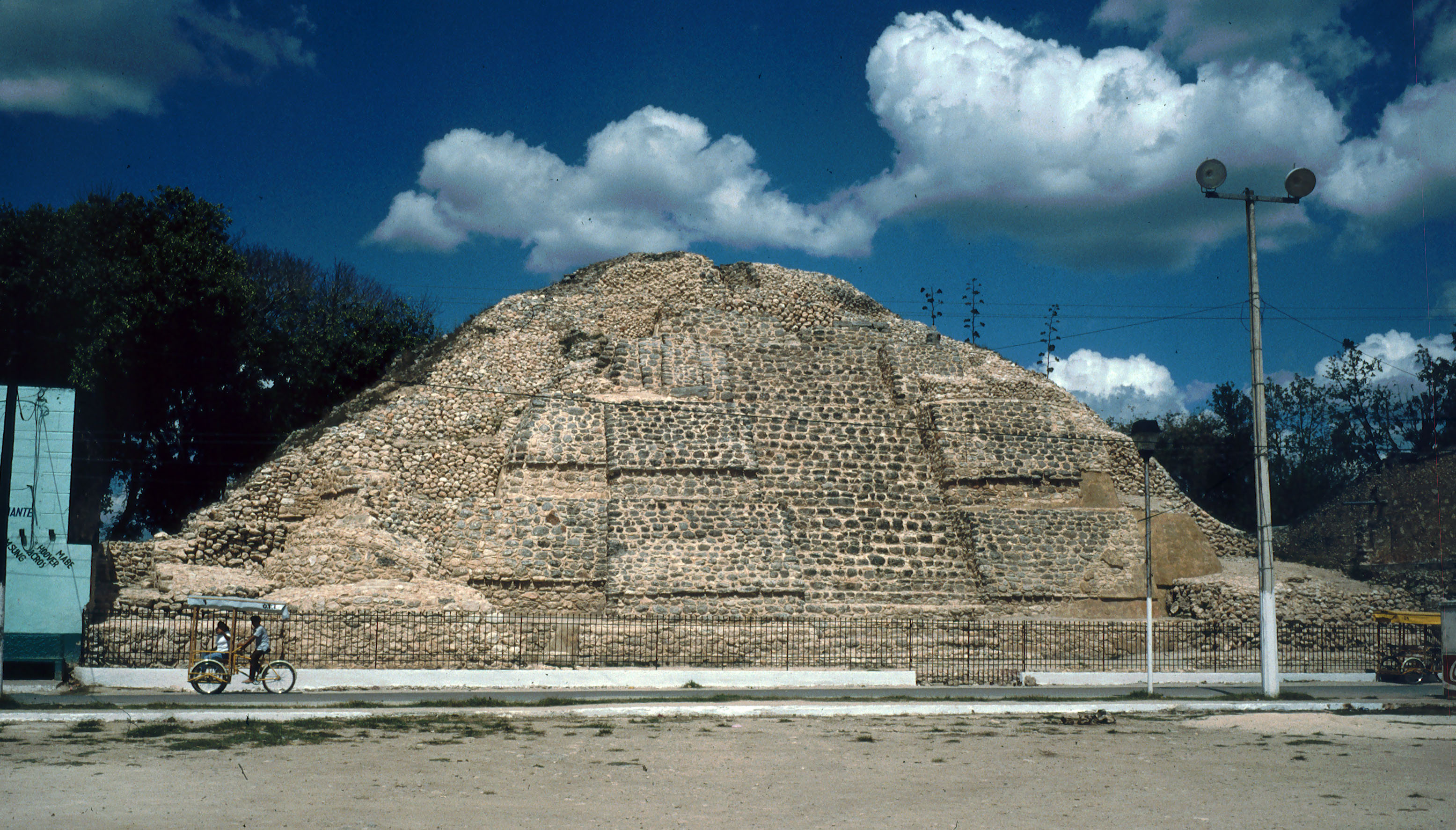
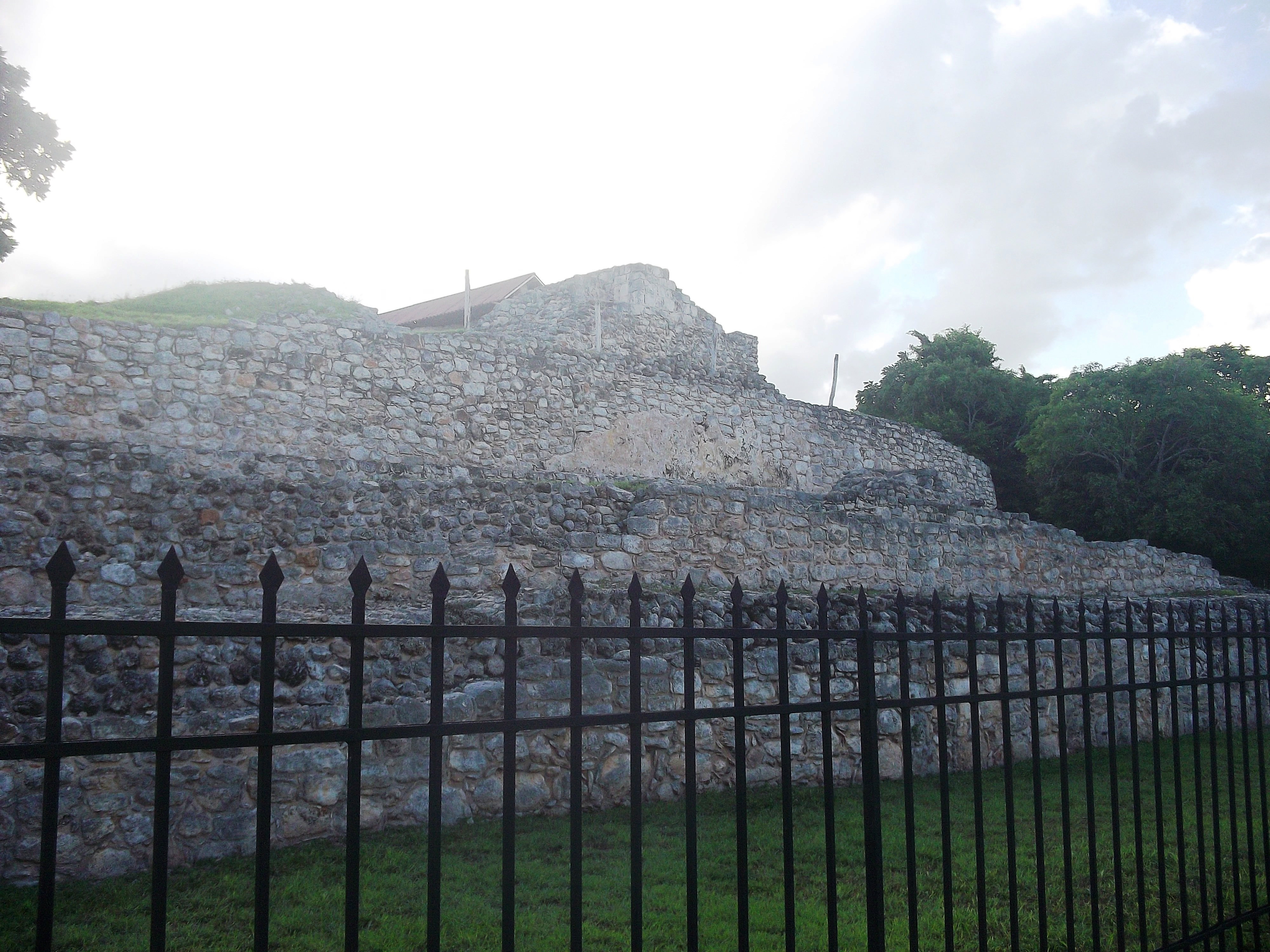
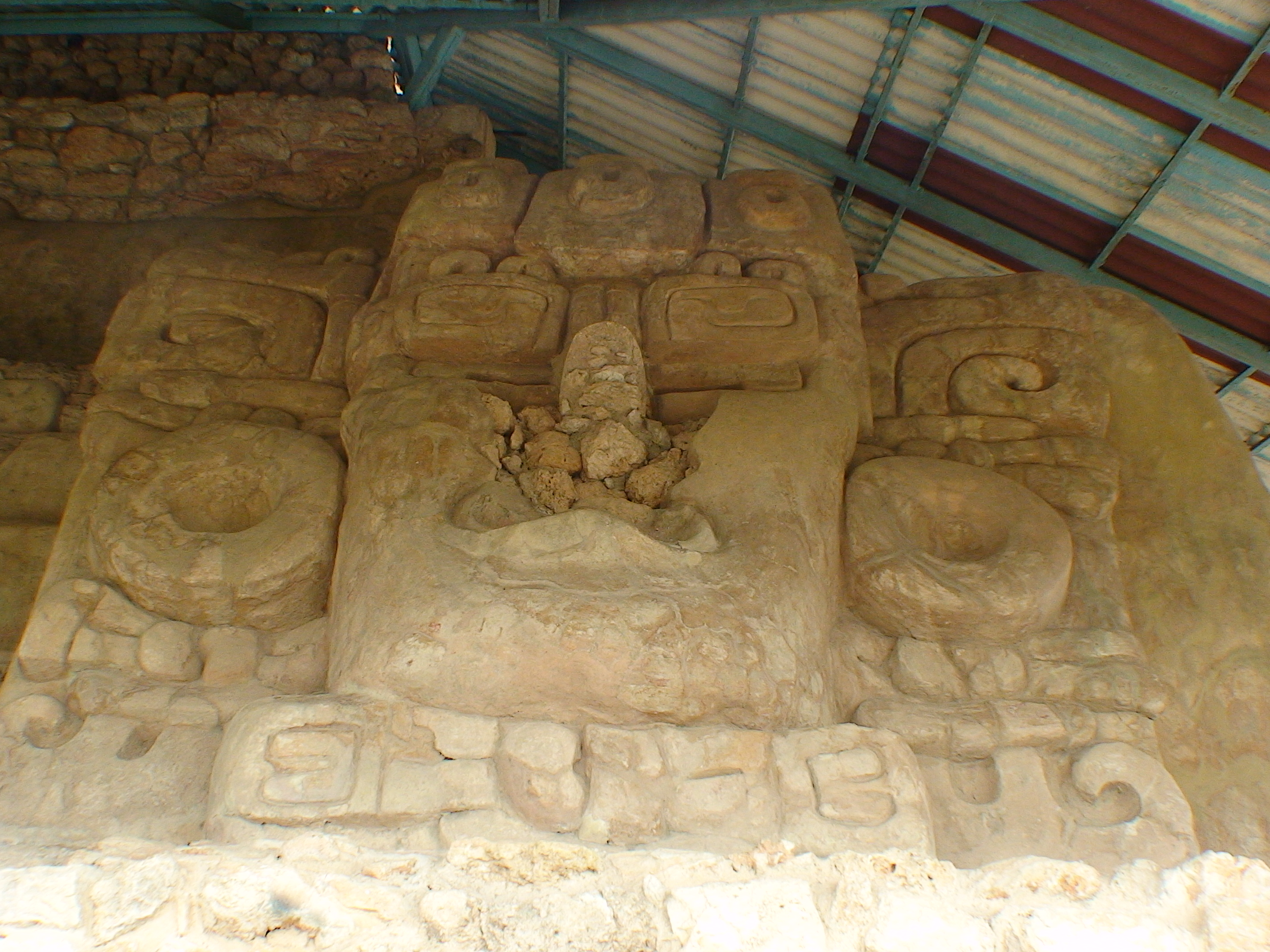
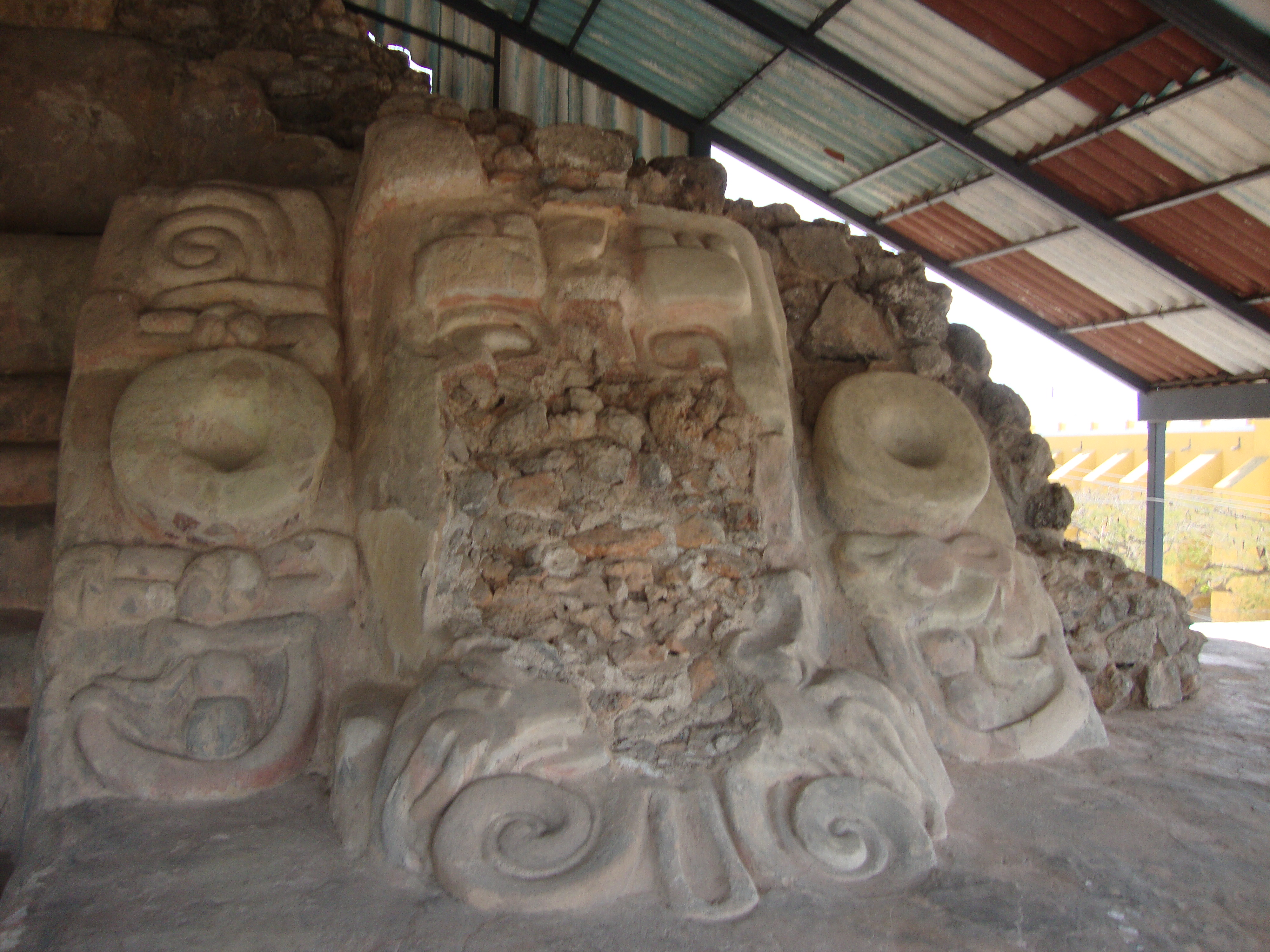

## Leírás
A romok a Yucatán-félszigeten, Yucatán állam középpontjától kissé nyugatra, Influencia Metropolitana régió területén találhatók, az állam fővárosától, Méridától körülbelül 20 km-re délkeletre, Acanceh település belterületén, egy sík területen. Az egyik legjellegzetesebb építmény, a központi piramis a 21. utca északi oldalán áll a városközpontban, a másik legjellegzetesebbet, a stukkók palotáját pedig négy irányból négy utca, a 18., a 20., a 25. és a 27. utca határolja, de ezen a területen számos modernkori lakóház is áll. Ezek mellett az egykori város csekélyebb maradványai másutt is megmaradtak, összesen mintegy 3 km²-es területen szétszóródva.
A több száz egykori építményből mára két fontos maradt meg. A központi piramis egy 32 méter oldalú alapzaton nyugvó, három lépcsőzetes részből felépülő, 11 méter magas építmény. Fő lépcsősorait nyolc, stukkótechnikával készült, nagyméretű maszkdíszítés szegélyezte. Ugyancsak stukkók láthatók a másik épület, az úgynevezett stukkók palotájának homlokzati frízén is: ezek természetfeletti lényeket vagy istenségeket ábrázolnak, valamint ragadozómadarakat, mókusokat és denevéreket, amelyek a Mexikói-fennsík kultúrájával való rokonságot valószínűsítik.